# Pölfing-Brunn
Pölfing-Brunn – gmina targowa w Austrii, w kraju związkowym Styria, w powiecie Deutschlandsberg. Według Austriackiego Urzędu Statystycznego liczyła 1624 mieszkańców (1 stycznia 2015).